# Tromeo and Juliet
Tromeo y Julieta es una película de comedia negra romántica independiente estadounidense del año 1996 y una adaptación libre de Romeo y Julieta de William Shakespeare de Troma Entertainment.
La película fue dirigida por Lloyd Kaufman a partir de un guion de Kaufman y James Gunn, quien también se desempeñó como director asociado.
El film es una adaptación libre de la obra, pues incluye las cantidades extremas de sexualidad y violencia características de Troma, así como un final revisado. El título de la película es una mezcla de "Troma" y "Romeo y Julieta".

## Argumento
Una adaptación punk moderna del clásico de Shakespeare. Contada de manera irreverente, esta película intenta impactar al espectador de la misma manera que lo hacían los asistentes al teatro en la época de Shakespeare. Obsceno, violento, humorístico y romántico.

## Elenco
| Actor               | Personaje de Tromeo y Julieta | Personaje de Romeo y Julieta |
| ------------------- | ----------------------------- | ---------------------------- |
| Will Keenan         | Tromeo Que                    | Romeo Montague               |
| Jane Jensen         | Julieta Capuleto              | Julieta Capuleto             |
| Maximiliano Shaun   | Capuleto Capuleto             | Señor Capuleto               |
| Valentina Miele     | martini martini               | Mercucio                     |
| Earl McKoy          | Monty Que                     | Señor Montague               |
| Esteban Blackehart  | Benny Que                     | Benvolio                     |
| Patricio Connor     | Tyrone Capuleto               | Tebaldo                      |
| Tamara Craig Thomas | Georgie Capuleto              | Gregorio                     |
| Wendy Adams         | Ingrid Capuleto               | Señora Capuleto              |
| Steve Gibbons       | Arbuckle de Londres           | Conde París                  |
| Debbie Rochón       | ness                          | Enfermero                    |
| Tiffany Shepis      | Pedro                         | Sirviente Capuleto           |
| Voltear Marrón      | Padre Lorenzo                 | Fray Lorenzo                 |
| Gene Terinoni       | Detective Ernie Scalus        | Príncipe Escalus             |
| Jacqueline Tavárez  | Rosie                         | Rosaline                     |
| Garon Peterson      | Fu Chang                      | el boticario                 |
| Sean Gunn           | Sammy Capuleto                | sansón                       |
| Joe Fleishaker      | 1-900-HOT-HUNK                |                              |
| James Gunn          | El padre                      |                              |
| Brian Fox           | Bill Shakespeare              |                              |
| Lemmy Kilmister     | Narrador                      |                              |